# 新潟県道271号水原出湯線

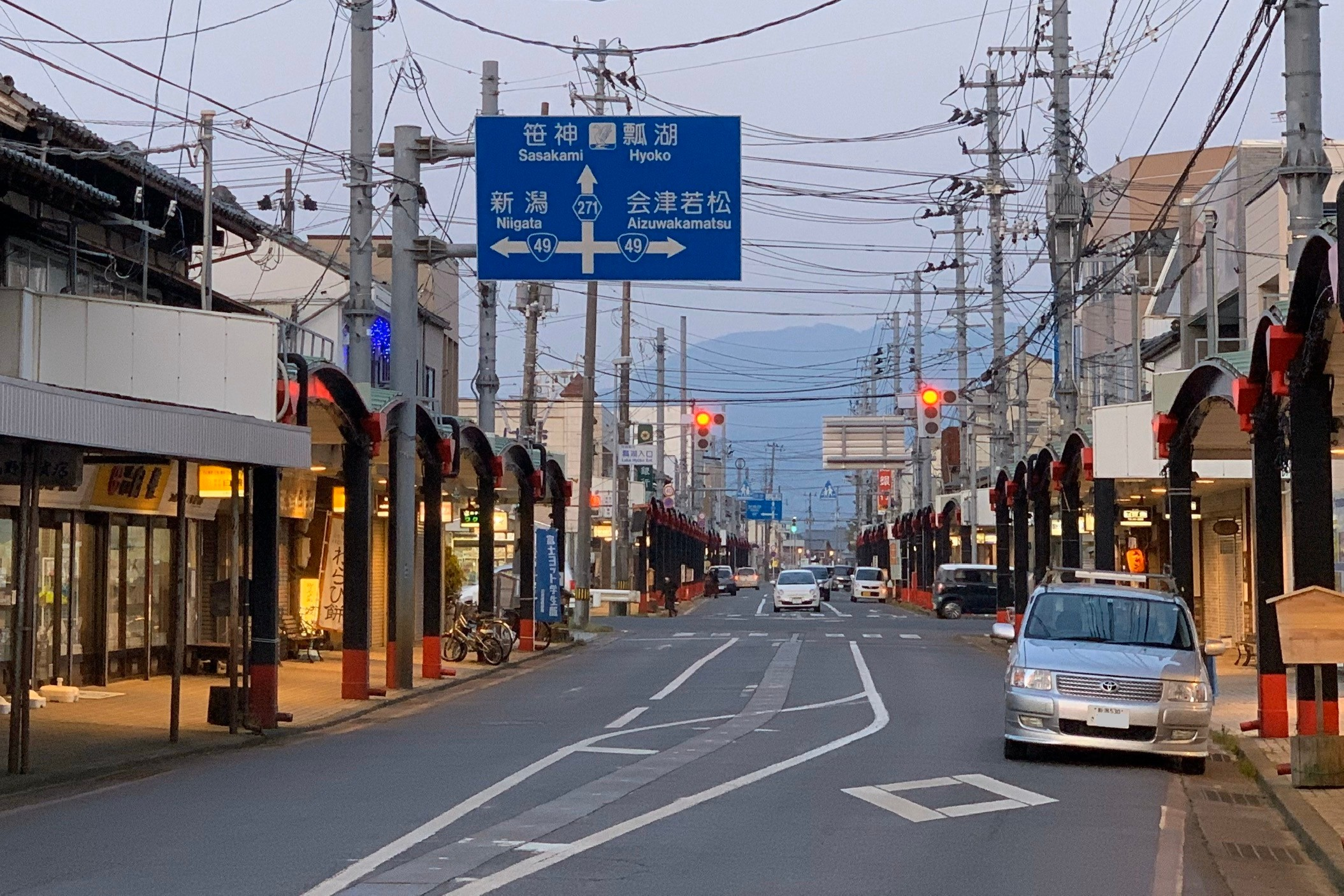
起点の「瓢湖入口」交差点と水原本町商店街（2020年4月）

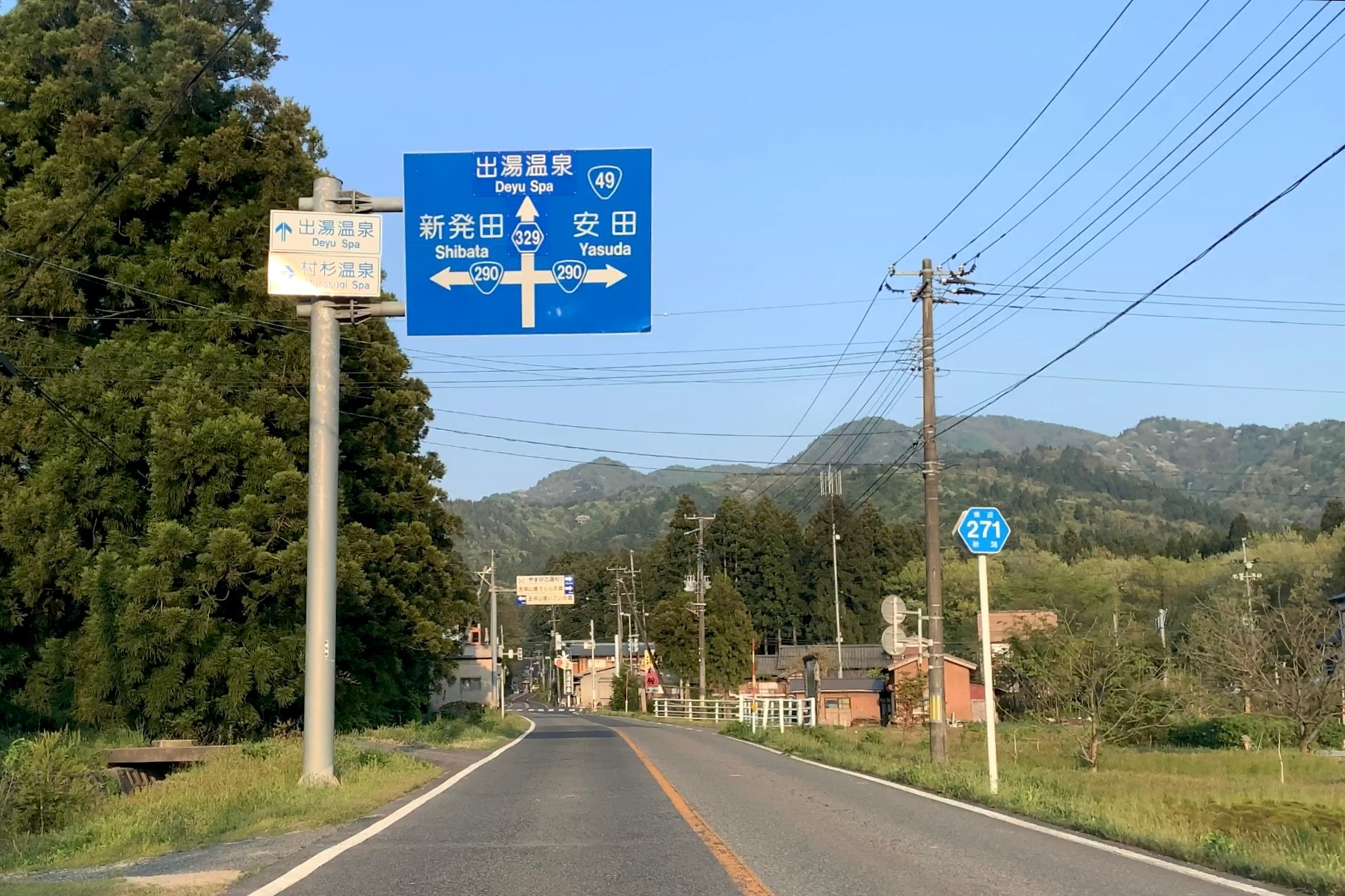
終点の出湯温泉付近（2020年5月）

新潟県道271号水原出湯線（にいがたけんどう271ごう すいばらでゆせん）は、新潟県阿賀野市内を通る一般県道である。

## 概要

### 路線データ
- 起点：新潟県阿賀野市中央町（新潟県道303号水原停車場線・新潟県道586号水原亀田線交点）
- 終点：新潟県阿賀野市出湯字4寸石（国道290号・新潟県道329号五頭連峰公園線交点）

## 地理

### 通過する自治体
- 新潟県阿賀野市

### 接続する道路
- 新潟県道303号水原停車場線・新潟県道586号水原亀田線（若松街道）（起点：瓢湖入口交差点）
- 新潟県道55号新潟五泉間瀬線（金屋交差点）
- 国道290号・新潟県道329号五頭連峰公園線（終点：出湯交差点）

### 周辺
- 水原本町商店街
- はばたき信用組合 阿賀野支店
- 第四北越銀行 水原支店
- 第四北越銀行 水原中央支店
- 水原代官所・水原ふるさと農業歴史資料館
- 瓢湖 - 「水原のハクチョウ渡来地」として国の天然記念物に指定。ラムサール条約登録湿地。
- ファミリードラッグ 水原店
- 出湯歓迎塔の清水
- 五頭連峰県立自然公園
- 五頭温泉郷
  - 出湯温泉

## その他
- 路線名の「水原」は、起点付近の旧自治体名（新潟県北蒲原郡水原町）に由来する。